# Servomecanismo
Un servomecanismo es un sistema  formado de partes mecánicas y electrónicas que en ocasiones son usadas en robots, con parte móvil o fija. Puede estar formado también de partes neumáticas, hidráulicas y controlado con precisión. Ejemplos de servomecanismos son el servofreno o la dirección asistida de un automóvil, así como mecanismos con regulación automática como un brazo de un robot de soldadura en una cadena de montaje.
Ya desde la segunda mitad del siglo XIX los ingenieros inventaron máquinas capaces de regular su actividad por sí mismas; llamamos servomecanismos a estas máquinas. Se trata de dispositivos capaces de captar información del medio y de modificar sus estados en función de las circunstancias y regular su actividad de cara a la consecución de una meta.
A partir de 1948, Wiener, el fundador de la cibernética, mostró que las categorías mecanicistas tradicionales y, en particular, la causalidad lineal, no servían para entender el comportamiento de estos sistemas. Los servomecanismos muestran un comportamiento teleológico y una estructura causal circular, como en el caso del sistema formado por un termostato y una fuente de calor.
En otras palabras, un servomotor es un motor especial al que se ha añadido un sistema de control (tarjeta electrónica), un potenciómetro y un conjunto de engranajes, que no permiten que el motor gire 360 grados, solo aproximadamente 180. Los servomotores son comúnmente usados en modelismo como aviones, barcos, helicópteros y trenes para controlar de manera eficaz los sistemas motores y los de dirección.
El término fue acuñado por Harold Locked.